# Рамос Педруэса, Рафаэль
Рафаэль Ра́мос Педруэ́са (исп. Rafael Ramos Pedrueza; 2 ноября 1897, Мехико — 15 января 1943, Мехико) — мексиканский общественный деятель и историк-марксист.

## Биография
В 1921 году был депутатом конгресса Мексики, а два года спустя он вступил в Мексиканскую коммунистическую партию. В это же время он опубликовал свою первую книгу «Исторические, социальные и литературные исследования». В середине 1924 года получил приглашение в пропагандистский тур по Советскому Союзу, позволивший ему начать дипломатическую карьеру.
Находясь на дипломатической работе в Эквадоре в качестве мексиканского временного поверенного в делах, участвовал в создании первых местных марксистских кружков. Так, в сентябре 1925 года он создал группу «Коммунистическая секция пропаганды и действия имени Ленина», на базе которой затем была образована Коммунистическая партия Эквадора, однако уже в октябре 1925 года дипломат покинул Эквадор, оставив организацию без своего главного идеолога и вдохновителя: несмотря на это, ему удалось проинформировать Исполнительный комитет Коммунистического Интернационала о появлении новой секции. Впрочем, эта первая эквадорская компартия вскоре прекратила свое существование, поскольку отъезд Рамоса Педруэсы лишил его эквадорских товарищей прямого контакта с Москвой.
По возвращении в Мексику Рамос Педруэса продолжал свою деятельность в Коммунистической партии, выступив в конце 1920-х годов как один из организаторов и лидеров Национальной крестьянской лиги Мексики и Антиимпериалистической лиги Америки. Кроме того, он возглавлял местное отделение МОПР. В 1928 году вновь был приглашён в Советский Союз, проведя в этой стране полгода и собрав материалы для своей книги «Красная звезда». После возвращения на родину в 1929 году явился одним из организаторов Общества друзей СССР в Мексике.
В 1930-х годах работал в Министерстве просвещения и преподавал в Национальном автономном университете Мексики. Отличился в антифашистских кампаниях солидарности, включая выступления против итальянского вторжения в Эфиопию. Его новую книгу «Классовая борьба в истории Мексики» сопровождал успех, и на протяжении десятилетия она выдержала два переиздания.
Исторические взгляды Рамоса сложились под влиянием советского историка M. H. Покровского. Рамос стал автором первого научного курса истории Мексики, написанного с историко-материалистических позиций позиций. В своё время считался одним из ведущих пропагандистов марксизма в Мексике и Латинской Америке.

## Сочинения
- La lucha de clases a través de la historia de México, t. 1—2, Мéx, 1936—41;
- La estrella roja. Doce anos de vida soviética, Мéx, 1929;
- Estudios históricos, sociales у literarios, Мéx, 1923.